# Gani (Kombori)
Pour les articles homonymes, voir Gani.
Gani est une commune située dans le département de Kombori de la province de Kossi au Burkina Faso.